# Oliver Piper (Schauspieler)
Oliver Piper (* 17. April 1969) ist ein deutscher Schauspieler.

## Leben
Nach dem Realschulabschluss absolvierte Piper eine kaufmännische Ausbildung bei der Firma Bertelsmann in Gütersloh. Danach betrieb er fünf Jahre lang ebenda einen Sportartikelladen. Später wurde er im Computerspielesektor tätig, wo er inzwischen seit acht Jahren arbeitet. Für die ProSieben-Comedyserie Alles in Ordnung wurde Piper als Polizeioberkommissar Gernot von Regisseur Thilo Gosejohann besetzt. Auch in weiteren Filmen des Regisseurs bekleidet Piper Nebenrollen. 
Piper hat zwei Kinder und lebt in Hamburg.

## Filmografie
- 1998: Captain Cosmotic
- 1999: Ingo Jownes und die schlimme Mumie
- 2000: Asien Showdown
- 2003: Operation Dance Sensation
- 2005: Geschichten aus der Grotte
- 2006: Alles in Ordnung
- 2006: Bottrop Boys
- 2007: Strange